# Emmanuel Maurice de Lorraine
Emmanuel Maurice de Lorraine, duc d’Elbeuf (* 20. Dezember 1677; † 17. Juli (oder 14. Juli) 1763) wurde die meiste Zeit seine Lebens Prince d’Elbeuf genannt, bevor er (1748/52) der 5. Herzog von Elbeuf, Pair von Frankreich, wurde.

## Leben
Emmanuel Maurice de Lorraine war der Sohn von Charles II., 3. Herzog von Elbeuf, und Elisabeth de La Tour d’Auvergne, einer Nichte von Henri de La Tour d’Auvergne, vicomte de Turenne.
1706 – mitten im Spanischen Erbfolgekrieg – trat de Lorraine in den Dienst des Kaisers Joseph I., der ihn zum General der Kavallerie im von den Habsburgern besetzten Königreich Neapel machte. Ludwig XIV. ließ ihn daraufhin wegen Desertion vor Gericht stellte und ihn in effigie hängen. Er wurde in den toskanischen Stephansorden („Orden der Ritter des Heiligen Papstes und Märtyrers Stephan“) aufgenommen.
De Lorraine gilt als derjenige, der im Jahr 1709 die Ruinen der antiken Stadt Herculaneum unweit von Neapel entdeckte. Tatsächlich aber hatte man schon im 16. Jahrhundert einige Skulpturen und Inschriften gefunden, bevor 1709 ein Bauer zufällig beim Ausschachten eines Brunnens auf die Reste des Theaters von Herculaneum stieß. Das Areal wurde vom Prince d’Elbeuf angekauft, der in den folgenden Monaten auf eigene Kosten Ausgrabungen durch Stollenvortrieb vornehmen ließ, bei denen unter anderem neun Statuen entdeckt wurden, darunter die sogenannte. Große Herkulanerin und die zwei Kleinen Herkulanerinnen, die Elbeuf dem Prinzen Eugen in Wien schenkte.
De Lorraine lebte in Neapel und beauftragte 1711 den neapolitanischen Architekten Ferdinando Sanfelice mit dem Bau einer Privatresidenz am Stadtrand von Portici. Das Anwesen, in dem er bis 1716 lebte, wurde Villa d'Elbeuf genannt. Diese Villa wurde 1738 von König Karl von Neapel (dem späteren Karl III. von Spanien) und seiner Frau Maria Amalia von Sachsen besichtigt. Das Paar war so beeindruckt, dass es den Bau der Reggia di Portici in Auftrag gab, die noch heute steht.
Mit Ehevertrag vom 25. Oktober 1713 heiratete de Lorraine in erster Ehe in Neapel Maria Teresa Stramboni († 1745 in Gondreville), einzige Tochter von Gian Vincente Stramboni, Duca de Salsa. Nach ihrer Heirat wohnten beide hauptsächlich in Lothringen, in Gondreville, wo ihnen Herzog Leopold von Lothringen 1717 die Nutzung der Herrschaft und des Schlosses übertrug. Maria Teresa Stramboni zog sich 1726 in den geistlichen Stand zurück und gründete in Gondreville ein Krankenhaus, das von den Frères de la Charité betrieben wurde.
Im November 1719 (Ludwig XIV. war 1715 gestorben) kehrte de Lorraine nach Frankreich zurück, wo er rehabilitiert und wieder in seine französischen Besitzungen eingesetzt wurde.
Als Witwer heiratete de Lorraine am 6. Juni 1747 in zweiter Ehe Innocente Catherine de Rougé du Plessis-Bellière (* 28. Dezember 1707; † 17. März 1794 in Paris), Marquise de Coëtenfao, Dame de Bouligny et de Lavau, Baronin von Rostrenen, 1747 Reichsfürstin, Tochter von Jean Gilles de Rougé, Marquis du Plessis-Bellière, genannt Marquis du Fay, und Renée Florimonde de Lantivy de Crosco, Witwe von Jean Sébastien de Kerhouët de Kergournadecq, Marquis de Coëtenfao et Montoir, Gouverneur von Morlaix (Rougé (Adelsgeschlecht))
Am 17. Mai 1748 wurde de Lorraine mit dem Tod seines Bruders Henri der 5. Duc d’Elbeuf, Pair de France.
De Lorraine hatte keine Kinder aus seinen beiden Ehen und das Herzogtum Elbeuf, ging mit seinem Tod an seinen Cousin Charles-Eugène de Lorraine, Prince de Lambesc und Comte de Brionne, der von einem Bruder des Herzogs Charles II. d’Elbeuf abstammte, und der letzte Vertreter des französischen Zweigs des Hauses Lothringen war.